# Leucascidae
Leucascidae is een familie van sponsdieren uit de klasse van de Calcarea (kalksponzen).

## Geslachten
- Ascaltis Haeckel, 1872
- Ascoleucetta Dendy & Frederick, 1924
- Leucascus Dendy, 1892